# Atelomycterus marmoratus
Atelomycterus marmoratus е вид пилозъба акула от семейство Scyliorhinidae. Видът е почти застрашен от изчезване.

## Разпространение и местообитание
Разпространен е в Бангладеш, Виетнам, Индия, Индонезия, Камбоджа, Китай, Малайзия, Пакистан, Папуа Нова Гвинея, Провинции в КНР, Сингапур, Тайван, Тайланд, Филипини и Япония.
Среща се на дълбочина от 75 до 91,4 m, при температура на водата от 24 до 25,9 °C и соленост 34,4 – 34,6 ‰.

## Описание
На дължина достигат до 70 cm.